# Tim Holmes
Tim Holmes est un acteur américain, né le 14 avril 1967 à Lansing au Michigan.

## Filmographie

### Cinéma
- 1996 : Asian Task Force : le kidnapper
- 1997 : Girls III: Melanie, Renee, Sheryl, Suzan, Tamara : Victor
- 1998 : Ultimate Love Games : Ted
- 1998 : ESP: Extra Sexual Perception : Arthur
- 1999 : Playboy: Tales of Erotic Fantasies : le diseur de bonne aventure
- 2000 : Private Lies : Drew Snyder (vidéo)
- 2011 : S.W.A.T.: Firefight : McKittrick
- 2011 : Au bout de la nuit 2 : Mikey
- 2011 : Answer This! : un biker
- 2011 : Real Steel : un contrôleur
- 2011 : Hostel, chapitre III : Beardo
- 2012 : Alex Cross : l'arbitre
- 2013 : Le Monde fantastique d'Oz : l'homme fort
- 2014 : Ashes of Eden : Axel
- 2014 : Pirate's Code: The Adventures of Mickey Matson : Brass Knuckles
- 2014 : Madmam or Martyr : DeBaptiste
- 2017 : Eloise : Huge Orderly
- 2017 : Alaska Is a Drag : Dan
- 2018 : Bogie and Bacall : Robert Peterson

### Télévision
- 1990 : Amour, Gloire et Beauté : un danseur (1 épisode)
- 1996 : Highlander : un immortel (1 épisode)
- 2012 : Vegas : Monty (1 épisode)
- 2012 : Person of Interest : un frère Aryan (1 épisode)
- 2015 : Empire : Wiry (1 épisode)
- 2017 : Chicago Fire : le propriétaire du magasin (1 épisode)